# Scaphyglottis crurigera
Scaphyglottis crurigera là một loài lan được tìm thấy từ México (Oaxaca, Chiapas) đến Ecuador.

## Hình ảnh

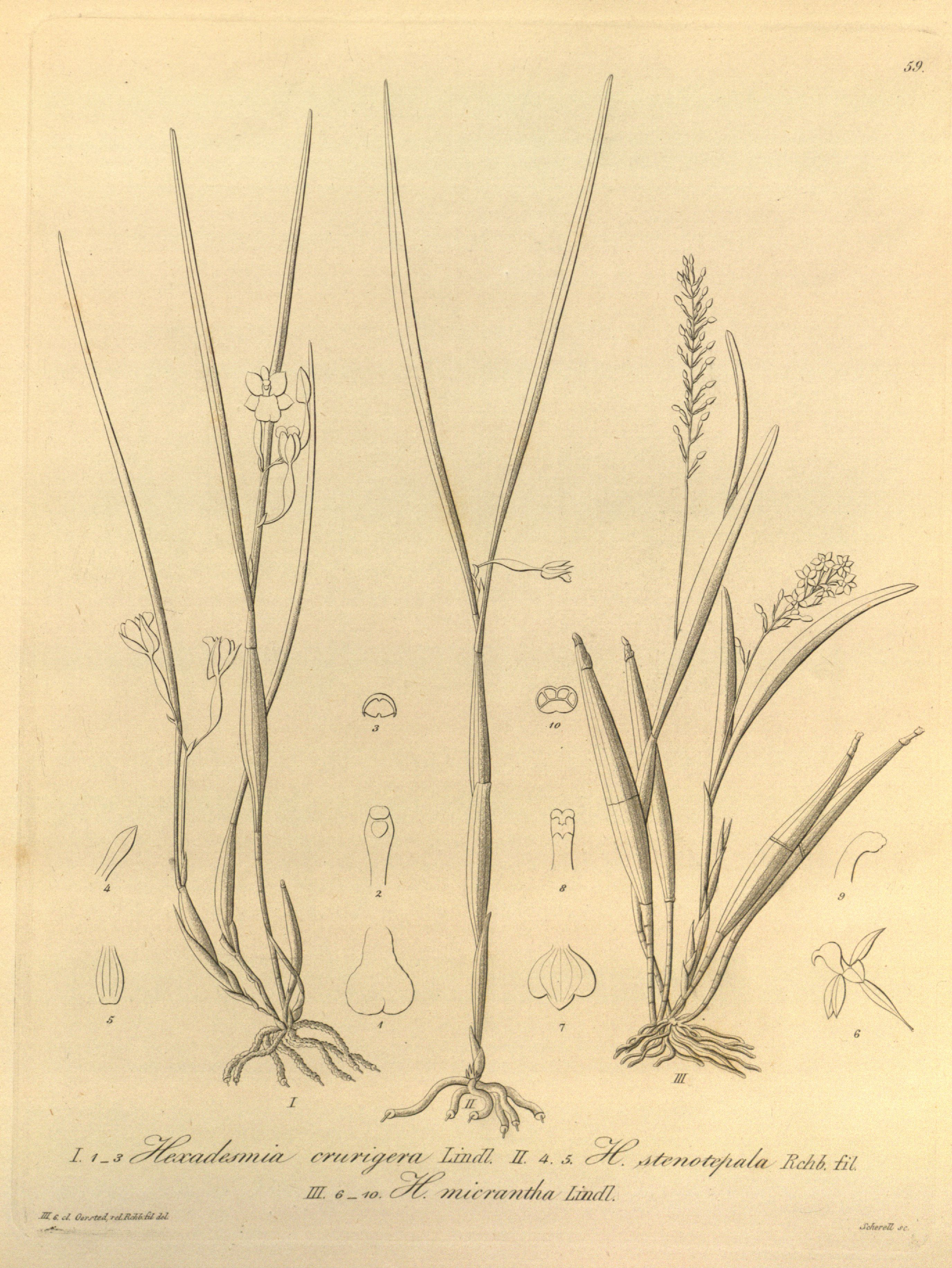